# Bacino Owambo
Il bacino Owambo è un bacino sedimentario situato nel cratone del Congo nell'Africa del Sud, che si estende dall'Angola meridionale fino alla Namibia e include la grande depressione salina dell'Etosha Pan. 
È delimitato sui fianchi sud e ovest dalla cintura Damara nella parte settentrionale della Namibia e dal fiume Okavango a est. Il confine settentrionale è oggetto di dispute tra gli stratigrafi, anche se la maggior parte di essi includono la parte meridionale dell'Angola con il confine situato sul fiume Cunene.
All'interno del bacino Owambo si trova la città di Tsumeb, una delle più importanti della Namibia e un tempo sede di un'importante attività estrattiva nelle miniere di rame, caratterizzata da un'elevata variabilità geologica e dal ritrovamento di campioni rari e di qualità museale; nel bacino è incluso anche il Parco nazionale d'Etosha, la più grande area protetta della Namibia per la fauna selvatica, che si sviluppa attorno all'Etosha Pan.